# Jo's Boys
Jo's Boys, and How They Turned Out é um romance da autora estadunidense Louisa May Alcott, publicado, originalmente, em 1886. O livro é a sequência final da trilogia não oficial de Little Women. Nesta última parte, as "crianças" de Jo, agora já crescidos, enfrentam problemas do mundo real.